# Liste der Baudenkmäler in Lupburg

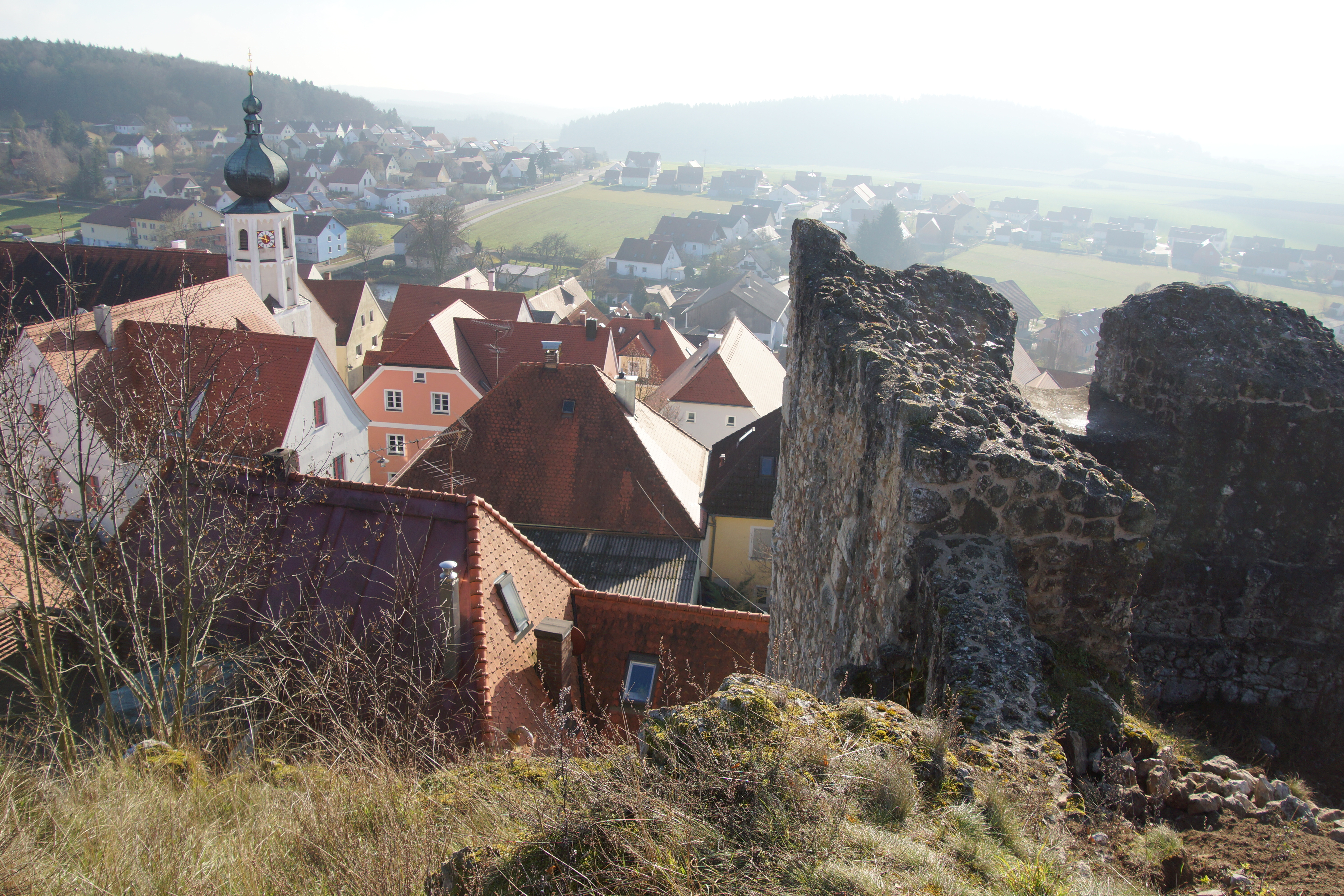
Burg Lupburg

Auf dieser Seite sind die Baudenkmäler in dem Oberpfälzer Markt Lupburg zusammengestellt. Diese Tabelle ist eine Teilliste der Liste der Baudenkmäler in Bayern. Grundlage ist die Bayerische Denkmalliste, die auf Basis des Bayerischen Denkmalschutzgesetzes vom 1. Oktober 1973 erstmals erstellt wurde und seither durch das Bayerische Landesamt für Denkmalpflege geführt wird. Die folgenden Angaben ersetzen nicht die rechtsverbindliche Auskunft der Denkmalschutzbehörde.

## Ensembles

### Ensemble Burgberg und Markt Lupburg

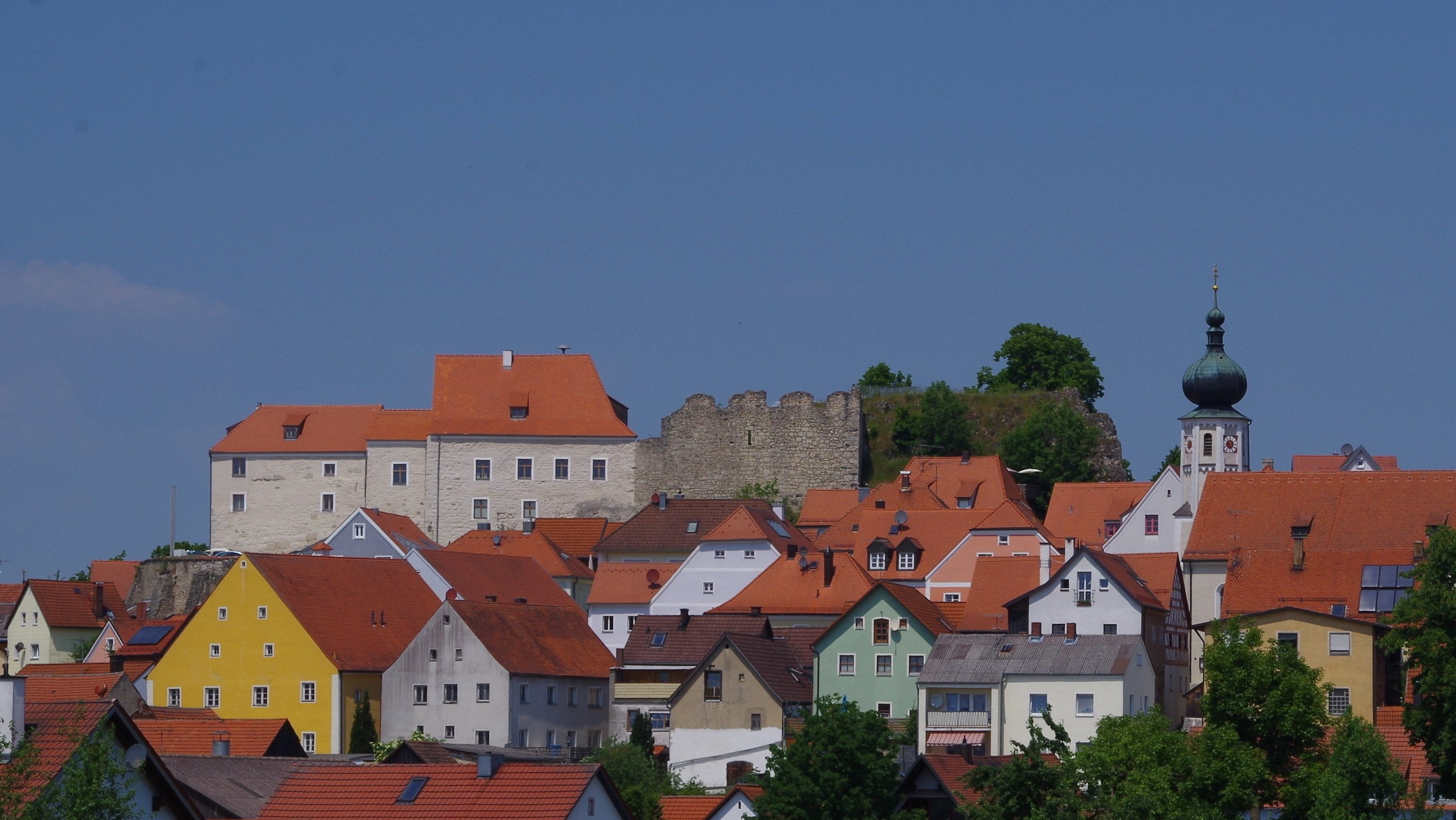

Das für den Fernblick sehr einprägsame Ensemble zeigt die malerische Gruppierung von Bürger- und Bauernhäusern des 17. bis 19. Jahrhunderts unterhalb der Burgruine. Die im 12. Jahrhundert gegründete Burg gehörte zeitweilig zum Hochstift Regensburg, ab 1387 den altbayerischen Wittelsbachern, 1392–1572 den Parsbergern (als Pfand) und schließlich ab 1572 nach Pfandeinlösung zu Pfalz-Neuburg.
Die Burg diente ab 1572 als herzogliches Pflegamt, nach dem Verkauf an Private 1803 verfiel ein großer Teil des Schlosses. In Form eines langgestreckten Hufeisens liegt es nach Osten an einen Felsen gelehnt auf einer Bergkuppe, der Bering der frühmittelalterlichen Burg ist größtenteils noch sichtbar. Teile der nach 1945 eingestürzten Ringbebauung an der Westseite wurde nach 2000 wieder aufgebaut und dient heute als Rathaus des Marktes Lupburg.
Die Marktanlage entwickelte sich auf den Abhängen der Sonnenseite im Süden, Südosten und Südwesten so, dass die Straßenzüge vorwiegend in ostwestlichen Serpentinen die Höhe erreichen. Um die Pfarrkirche war ursprünglich ein quadratischer Platz ausgespart. Die Häuser stehen meist giebelständig zur Straße.
Aktennummer: E-3-73-143-1

## Baudenkmäler nach Ortsteilen

### Lupburg
| Lage | Objekt                                      | Beschreibung | Akten-Nr.     | Bild                                        |
| --- | ------------------------------------------- | --- | ------------- | ------------------------------------------- |
| Burgstraße ()                                                                                               | Brunnen                                     | Laufbrunnen mit rechteckigem Trog, Gusseisen, bezeichnet mit „1874“ | D-3-73-143-1  | Brunnen                                     |
| Burgstraße 2 ()                                                                                             | Bürgerhaus, sogenanntes Pöppelschneiderhaus | Zweigeschossiger und giebelständiger Satteldachbau mit seitlichem Walmdachvorbau, im Kern 17./18. Jahrhundert und älter, Umbau im frühen 19. Jahrhundert | D-3-73-143-32 | Bürgerhaus, sogenanntes Pöppelschneiderhaus |
| Burgstraße 6 ()                                                                                             | Wohn- und Geschäftshaus                     | Zweigeschossiger Walmdachbau über unregelmäßigem Grundriss, mit rückwärtiger Einfahrt und Aufzugsgaube, 18./19. Jahrhundert | D-3-73-143-2  |                                             |
| Burgstraße 12 ()                                                                                            | Wohnhaus                                    | Zweigeschossiger Walmdachbau mit Putzgliederungen, Ende 18. Jahrhundert | D-3-73-143-3  |                                             |
| Burgstraße 14 ()                                                                                            | Burg                                        | Gründung des 12. Jahrhunderts durch die Lupburger, 1299 ans Hochstift Regensburg, 1387 wittelsbachisch, 1395–1572 Sitz der Parsberger, Verfall nach 1803; Reste des Bergfrieds und des Palas auf Bergkuppe im Osten, Quadermauerwerk, wohl 12. Jahrhundert, Reste des Berings, auf der Südseite mit Strebepfeilern, unregelmäßiges Kalksteinquadermauerwerk; Schloss, hufeisenförmige Anlage mit zweigeschossigen Satteldachbauten im Westen und Tordurchfahrt, 17./18. Jahrhundert, über älteren Grundmauern; Wohnhaus, heute Archiv, zweigeschossiger Walmdachbau; Ruine eines Getreidespeichers, Bruchsteinmauerwerk | D-3-73-143-4  | weitere Bilder                              |
| Friedhofstraße 6; Friedhofstraße; Zwischen Haid u. Lupburg; Haider Weg 6; Haider Weg 7; Friedhofstraße 8 () | Kreuzweg                                    | Kreuzweg mit 14 Stationen, Pfeiler mit gestufter Basis und Kopfteil mit Satteldach und Blechtafeln, 1903 | D-3-73-143-6  |                                             |
| J.-B.-Laßleben-Weg 6 ()                                                                                     | Ehemaliges Benefiziatenhaus, jetzt Wohnhaus | Zweigeschossiger Walmdachbau mit Putzgliederungen, Rundbogenstil, zweites Viertel 19. Jahrhundert | D-3-73-143-7  |                                             |
| Kirchplatz ()                                                                                               | Kriegerdenkmal für 1914–18 und 1939–45      | Stele mit Figurennische und Stahlhelm-Aufsatz, um 1920 | D-3-73-143-11 |                                             |
| Kirchplatz 2 (Standort)                                                                                     | Ehemaliges Gasthaus, jetzt Wohnhaus         | Stattliches zweigeschossiges und giebelständiges Oberpfälzer Bänderhaus mit Krüppelwalmdach und seitlichem Anbau mit Satteldach, 18. Jahrhundert | D-3-73-143-9  | BW                                          |
| Kirchplatz 5 (Standort)                                                                                     | Katholische Pfarrkirche St. Barbara         | Saalbau mit eingezogenem Polygonalchor, nördlichem Seitenschiff, Westturm und Vorzeichen, im Kern gotisch, 1937 (bezeichnet am Langhaus) unter Einbeziehung des Turms von 1599 grundlegend erneuert; mit Ausstattung | D-3-73-143-10 | weitere Bilder                              |
| Marktstraße (Standort)                                                                                      | Brunnen                                     | Laufbrunnen mit rechteckigem Trog, Gusseisen, bezeichnet 1874 | D-3-73-143-53 | BW                                          |
| Marktstraße 7, 12 (Standort)                                                                                | Bürgerhaus                                  | Zweigeschossiges und giebelständiges Oberpfälzer Bänderhaus mit Satteldach und Schmuckportal, 18. Jahrhundert; Ehemaliges Nebengebäude mit Stall, sogenanntes Weckerlhäusl, zweigeschossiger und traufständiger Satteldachbau mit stichbogigen Öffnungen, 17. Jahrhundert, Umbauten zweite Hälfte 19. Jahrhundert | D-3-73-143-12 | BW                                          |
| Marktstraße 20 (Standort)                                                                                   | Wohnhaus                                    | Zweigeschossiger und traufständiger Satteldachbau mit Fachwerkobergeschoss, 18./19. Jahrhundert | D-3-73-143-13 | BW                                          |
| Marktstraße 24 ()                                                                                           | Ehemaliges Pfarrhof, jetzt Wohnhaus         | Zweigeschossiger Walmdachbau, erste Hälfte 19. Jahrhundert | D-3-73-143-14 |                                             |
| Nähe Friedhofstraße ()                                                                                      | Wegkapelle St. Maria                        | Giebelständiger Satteldachbau mit Bändergliederung, Ende 19. Jahrhundert | D-3-73-143-5  |                                             |
| Nähe Parsberger Straße ()                                                                                   | Brunnen, sogenannter Marienbrunnen          | Laufbrunnen mit achteckigem Trog und Brunnensäule mit Marienfigur, Gusseisen, 1874 | D-3-73-143-54 |                                             |
| Nähe Parsberger Straße ()                                                                                   | Kapelle hl. Johannes von Nepomuk            | Halbrundbau mit Vorhalle auf Säulen, 1731; mit Ausstattung | D-3-73-143-8  |                                             |
| Ostengasse 12 ()                                                                                            | Ehemaliges Wohnstallhaus                    | Zweigeschossiger und giebelständiger Satteldachbau mit rückwärtigem Krüppelwalm und teilweise verputzten Fachwerkobergeschoss, 18. Jahrhundert, durch Torbogen mit Nr. 25 verbunden | D-3-73-143-15 |                                             |
| Ostengasse 25 ()                                                                                            | Ehemaliges Wohnstallhaus                    | Zweigeschossiges und giebelständiges Oberpfälzer Bänderhaus mit Satteldach, 18. Jahrhundert, durch Torbogen mit Nr. 12 verbunden | D-3-73-143-16 |                                             |
| Parsberger Straße 13 (Standort)                                                                             | Ehemaliges Schulhaus                        | Zweigeschossiger Walmdachbau mit Halbwalm-Zwerchgiebel, Fußwalm und Putzgliederungen, neubarock, um 1900 | D-3-73-143-17 | Ehemaliges Schulhaus                        |

### Degerndorf
| Lage                     | Objekt                                     | Beschreibung | Akten-Nr.     | Bild           |
| ------------------------ | ------------------------------------------ | --- | ------------- | -------------- |
| Degerndorf 19 (Standort) | Katholische Filialkirche Mariä Himmelfahrt | Saalbau mit Chorturm, im Kern 14. Jahrhundert, Langhaus 1737, an der Nordseite Marienkapelle, offenes Gehäuse mit Außenaltar; mit Ausstattung | D-3-73-143-19 | weitere Bilder |
| Katzenberg (Standort)    | Marterl                                    | Neugotisches Gusseisenkreuz im Viernageltypus auf Steinsockel, bezeichnet mit „1897“                                                          | D-3-73-143-21 | BW             |

### Eggenthal
| Lage                                                          | Objekt | Beschreibung | Akten-Nr.     | Bild           |
| ------------------------------------------------------------- | ------ | --- | ------------- | -------------- |
| Eggenthaler Straße; Nähe Eggenthal; Schwarze Laber (Standort) | Brücke | Steinerne Bogenbrücke über den Altbach der Schwarzen Laber, wohl 16. Jahrhundert Siehe auch: Denkmalschutzmedaille 2018 | D-3-73-143-51 | weitere Bilder |

### Gottesberg
| Lage                    | Objekt                       | Beschreibung                                        | Akten-Nr.     | Bild |
| ----------------------- | ---------------------------- | --------------------------------------------------- | ------------- | ---- |
| Gottesberg 4 (Standort) | Dazugehörig gewölbter Keller | Ehemals von Remise überbaut, spätes 19. Jahrhundert | D-3-73-143-31 | BW   |

### Haid
| Lage              | Objekt                                    | Beschreibung                                                                                               | Akten-Nr.     | Bild           |
| ----------------- | ----------------------------------------- | --- | ------------- | -------------- |
| Haid 1 (Standort) | Bauernhaus                                | Zweigeschossiges und giebelständiges Oberpfälzer Bänderhaus mit Halbwalmdach, erste Hälfte 19. Jahrhundert | D-3-73-143-23 | Bauernhaus     |
| Haid 1 (Standort) | Marterl                                   | Eisenkreuz mit Gusseisenfigur auf Steinsockel, bezeichnet mit „1916“                                       | D-3-73-143-52 | BW             |
| Haid 6 (Standort) | Katholische Friedhofskapelle St. Salvator | Saalbau mit halbrunder, eingezogener Apsis, und Giebeldachreiter, romanisch, Umbauten 1598 und 1824        | D-3-73-143-22 | weitere Bilder |

### Niederhofen
| Lage                     | Objekt               | Beschreibung                                             | Akten-Nr.     | Bild |
| ------------------------ | -------------------- | -------------------------------------------------------- | ------------- | ---- |
| Niederhofen 1 (Standort) | Zugehöriger Backofen | Mit Satteldach, Bruchstein, erste Hälfte 19. Jahrhundert | D-3-73-143-24 | BW   |

### Pöfersdorf
| Lage                    | Objekt        | Beschreibung | Akten-Nr.     | Bild           |
| ----------------------- | ------------- | --- | ------------- | -------------- |
| Pöfersdorf 3 (Standort) | Wohnstallhaus | Eingeschossiger und giebelständiger Steildachbau mit eingeschossigem Erdkeller nach Norden, zweite Hälfte 18. Jahrhundert | D-3-73-143-33 | weitere Bilder |

### Rackendorf
| Lage                    | Objekt                              | Beschreibung | Akten-Nr.     | Bild           |
| ----------------------- | ----------------------------------- | --- | ------------- | -------------- |
| Rackendorf 9 (Standort) | Katholische Nebenkirche St. Michael | Saalbau mit eingezogenem Polygonalchor und Glockendachreiter, romanisch, Veränderung 17. Jahrhundert, Chor 1903; mit Ausstattung | D-3-73-143-26 | weitere Bilder |

### See
| Lage                   | Objekt                             | Beschreibung | Akten-Nr.     | Bild                |
| ---------------------- | ---------------------------------- | --- | ------------- | ------------------- |
| Kirchweg 8 (Standort)  | Ehemaliger Pfarrhof                | Pfarrhaus jetzt Wohnhaus, zweigeschossiges und traufständiges Oberpfälzer Bänderhaus mit Steildach, 17./18. Jahrhundert; Stadel, giebelständiger und verbretterter Ständerbau mit Steildach, 18./19. Jahrhundert    | D-3-73-143-29 | Ehemaliger Pfarrhof |
| Kirchweg 10 (Standort) | Katholische Pfarrkirche St. Martin | Saalbau mit Chorturm, Chorturm gotisch, erhöht zweite Hälfte 17. Jahrhundert, Verlängerung des Langhauses zweite Hälfte 17. Jahrhundert und 1885; mit Ausstattung; Kreuzgrabplatte, 15. Jahrhundert, am Leichenhaus | D-3-73-143-28 | weitere Bilder      |
| Seetal (Standort)      | Tiefbrunnen                        | rund gemauert aus Bruchsteinmauerwerk, vor 1600 | D-3-73-143-58 | BW                  |

### Wieselbruck
| Lage                     | Objekt | Beschreibung | Akten-Nr.     | Bild           |
| ------------------------ | ------ | --- | ------------- | -------------- |
| Wieselbruck 1 (Standort) | Mühle  | 18./19. Jahrhundert, Mühlengebäude, zweigeschossiger und giebelständiger Halbwalmdachbau; Stadel, zweigeschossiger und traufständiger Satteldachbau, Bruchstein und Quadermauerwerk; Stadel, giebelständiger Krüppelwalmdachbau mit Verbretterung | D-3-73-143-30 | weitere Bilder |